# Perditorulus planiscapus
Perditorulus planiscapus är en stekelart som beskrevs av Christer Hansson 1996. Perditorulus planiscapus ingår i släktet Perditorulus och familjen finglanssteklar.
Artens utbredningsområde är Costa Rica. Inga underarter finns listade i Catalogue of Life.